# روبرت جي. زاكس
روبرت جي. زاكس (بالإنجليزية: Robert G. Sachs)‏ هو فيزيائي نظري وفيزيائي أمريكي، ولد في 4 مايو 1916 في هاجرستاون في الولايات المتحدة، وتوفي في 14 أبريل 1999 في المركز الطبي لجامعة شيكاغو ‏ في الولايات المتحدة.